# 기지마촌 (시마네현)
기지마촌(来島村)은 일본 시마네현 이시군에 설치되었던 촌이다. 현재의 이난정의 일부에 해당한다.